# 荏田北
荏田北（えだきた）は、神奈川県横浜市青葉区の町名。現行行政地名は荏田北一丁目から荏田北三丁目。住居表示未実施区域。

## 地理
青葉区東部に位置する。東は荏田町・荏田西、西・南は市ケ尾町、北はあざみ野南・みすずが丘と接している。全域が東急によって開発された東急多摩田園都市の住宅街となっており、旧荏田町の中でもやや高台の区域となっている。地域の東から南にかけて東急田園都市線が通り、荏田北三丁目に隣接して江田駅がある。また、荏田北二丁目は｢荏田北二丁目まちづくり協定｣により守られたレンガ作りの街並（通称：レンガ通り）が形成されている。

### 地価
住宅地の地価は、2024年（令和6年）1月1日の公示地価によれば、荏田北二丁目16番32の地点で33万5000円/m2となっている。

## 歴史
1977年に区域内にある大入公園付近で横浜米軍機墜落事件が発生している。

### 地名の由来
荏田町のうち東急電鉄田園都市線の北側に位置することから「荏田北」とした。また、荏田に関しては「エダ」という言葉が「湿田」を意味しており、それが由来と言われる。

### 沿革
1978年以前は荏田町を参照。
- 1978年（昭和53年）4月29日 - 土地区画整理事業（小黒）[6]に伴い、横浜市緑区荏田町の一部より、横浜市緑区荏田北一丁目～荏田北三丁目を新設[7]。
- 1992年（平成4年）9月6日 - 土地区画整理事業（赤田）[6]に伴い、荏田北二丁目の一部をあざみ野南四丁目に、荏田北三丁目の一部をあざみ野南三丁目に、荏田町の一部を荏田北三丁目に編入する[8]。
- 1994年（平成6年）11月6日 - 港北区と緑区の各一部を再編し、青葉区と都筑区を新設。横浜市青葉区荏田北一丁目～荏田北三丁目となる[9]。

### 町名の変遷
| 実施後       | 実施年月日      | 実施前（各町名ともその一部） |
| ------------ | --------------- | ---------------------------- |
| 荏田北一丁目 | 昭和53年4月29日 | 荏田町                       |
| 荏田北二丁目 | 昭和53年4月29日 | 荏田町                       |
| 荏田北三丁目 | 昭和53年4月29日 | 荏田町                       |

## 世帯数と人口
2025年（令和7年）6月30日現在（横浜市発表）の世帯数と人口は以下の通りである。
| 丁目         | 世帯数    | 人口    |
| ------------ | --------- | ------- |
| 荏田北一丁目 | 869世帯   | 2,064人 |
| 荏田北二丁目 | 817世帯   | 1,537人 |
| 荏田北三丁目 | 840世帯   | 1,853人 |
| 計           | 2,526世帯 | 5,454人 |

### 人口の変遷
国勢調査による人口の推移。
| 年                 | 人口  |
| ------------------ | ----- |
| 1995年（平成7年）  | 3,179 |
| 2000年（平成12年） | 3,622 |
| 2005年（平成17年） | 4,583 |
| 2010年（平成22年） | 5,288 |
| 2015年（平成27年） | 5,333 |
| 2020年（令和2年）  | 5,356 |

### 世帯数の変遷
国勢調査による世帯数の推移。
| 年                 | 世帯数 |
| ------------------ | ------ |
| 1995年（平成7年）  | 1,227  |
| 2000年（平成12年） | 1,478  |
| 2005年（平成17年） | 1,824  |
| 2010年（平成22年） | 2,175  |
| 2015年（平成27年） | 2,262  |
| 2020年（令和2年）  | 2,396  |

## 学区
市立小・中学校に通う場合、学区は以下の通りとなる（2024年11月時点）。
| 丁目         | 番地                        | 小学校               | 中学校                 |
| ------------ | --------------------------- | -------------------- | ---------------------- |
| 荏田北一丁目 | 全域                        | 横浜市立市ヶ尾小学校 | 横浜市立もえぎ野中学校 |
| 荏田北二丁目 | 全域                        | 横浜市立市ヶ尾小学校 | 横浜市立もえぎ野中学校 |
| 荏田北三丁目 | 1番地の1〜11 2番地以降      | 横浜市立市ヶ尾小学校 | 横浜市立もえぎ野中学校 |
| 荏田北三丁目 | 1番地の14〜19               | 横浜市立山内小学校   | 横浜市立山内中学校     |
| 荏田北三丁目 | 1番地の12〜13 1番地の20〜41 | 横浜市立荏田小学校   | 横浜市立荏田南中学校   |

## 事業所
2021年（令和3年）現在の経済センサス調査による事業所数と従業員数は以下の通りである。
| 丁目         | 事業所数  | 従業員数 |
| ------------ | --------- | -------- |
| 荏田北一丁目 | 49事業所  | 444人    |
| 荏田北二丁目 | 22事業所  | 119人    |
| 荏田北三丁目 | 70事業所  | 556人    |
| 計           | 141事業所 | 1,119人  |

### 事業者数の変遷
経済センサスによる事業所数の推移。
| 年                 | 事業者数 |
| ------------------ | -------- |
| 2016年（平成28年） | 129      |
| 2021年（令和3年）  | 141      |

### 従業員数の変遷
経済センサスによる従業員数の推移。
| 年                 | 従業員数 |
| ------------------ | -------- |
| 2016年（平成28年） | 1,078    |
| 2021年（令和3年）  | 1,119    |

## 施設
保育
- 荏田保育園
- 荏田北保育園

公園
- 小黒公園
- 大入公園
- 稲荷谷公園
- 長谷第一公園

医療機関
- SKメディカルプラザ
- 青葉区メディカルセンター

商業施設
- 江田東急ストア
- ユニクロ横浜江田店
- オリジン弁当江田店
- 中華東秀江田店
- F&F江田店
- 知久屋江田店
- コメダ珈琲店横浜江田店
- 菓子匠末広庵江田店
- ミスター・ミニット田園都市線江田駅店

その他事業所
- 株式会社ビック・ライズ本社

## 交通

### 鉄道
- 東急田園都市線江田駅（荏田町）・市が尾駅（市ケ尾町）が利用できる。

### バス
東急バスみすずが丘バス停（みすずが丘）が利用できる。
- あ72系統（あざみ野駅～みすずが丘～あざみ野ガーデンズ）※朝夕
- あ73系統（あざみ野駅←みすずが丘←あざみ野ガーデンズ←黒須田←あざみ野駅）※日中
- あ74系統（あざみ野駅→みすずが丘→あざみ野ガーデンズ→黒須田→あざみ野駅）※日中

## その他

### 日本郵便
- 郵便番号 : 225-0015[3]（集配局：青葉郵便局[19]）

### 警察
町内の警察の管轄区域は以下の通りである。
| 丁目         | 番・番地等 | 警察署     | 交番・駐在所 |
| ------------ | ---------- | ---------- | ------------ |
| 荏田北一丁目 | 全域       | 青葉警察署 | 荏田町交番   |
| 荏田北二丁目 | 全域       | 青葉警察署 | 荏田町交番   |
| 荏田北三丁目 | 全域       | 青葉警察署 | 荏田町交番   |